# La Sacrifiée (film, 1919)
Pour les articles homonymes, voir La Sacrifiée.
Pour plus de détails, voir Fiche technique et Distribution.
La Sacrifiée (titre original : Her Kingdom of Dreams) est un film muet américain réalisé par Marshall Neilan et sorti en 1919.

## Synopsis
Une jeune fille simple et peu sophistiquée mène une vie retirée. Soudain, elle devient héritière d'une immense fortune et se retrouve face à un tourbillon social qui l'effraie…

## Fiche technique
- Titre : La Sacrifiée
- Titre original : Her Kingdom of Dreams
- Réalisation : Marshall Neilan
- Scénario : Agnes Louise Provost
- Chef-opérateur : Dal Clawson
- Montage : William Shea
- Production : Louis B. Mayer, Anita Stewart
- Durée : 70 minutes
- Date de sortie : États-Unis : 21 septembre 1919

## Distribution
- Anita Stewart : Judith Rutledge
- Spottiswoode Aitken : David Rutledge
- Frank Currier : James Warren
- Mahlon Hamilton : Fred Warren
- Thomas Holding : Jim Warren
- Kathlyn Williams : Penelope Warren
- Fred Huntley : Parker
- Edwin Stevens : J. Wellington Yarnell
- Anna Q. Nilsson : Carlotta Stanmore
- Robert McKim : Charlie Stanmore
- Herbert Prior : John Hastings
- Thomas Jefferson : Bassett
- James Neill : Purdon
- Wesley Barry
- Tom Santschi : Tom Langley
- Tully Marshall : Langley
- Mrs J.W. Wade : Mrs Langley
- Ralph Graves : Billy Dayne
- Harry Ham : John Brown
- Edwin B. Tilton